# Eugenia mooniana
Eugenia mooniana là một loài thực vật có hoa trong Họ Đào kim nương. Loài này được Wight mô tả khoa học đầu tiên năm 1841.